# CTM Festival
CTM Festival (ehemals club transmediale) ist ein Festival für experimentelle und elektronische Musik sowie weitere Künste in Berlin. Es trägt den Untertitel „Adventurous Music and Art“. Die einzelnen Ausgaben des Festivals stehen jeweils unter einem speziellen Motto. Vor der COVID-19-Pandemie wurde es jährlich von mehr als 20.000 Besuchenden an meist zehn Tagen mit 200 Veranstaltungen und 350 Teilnehmern besucht.

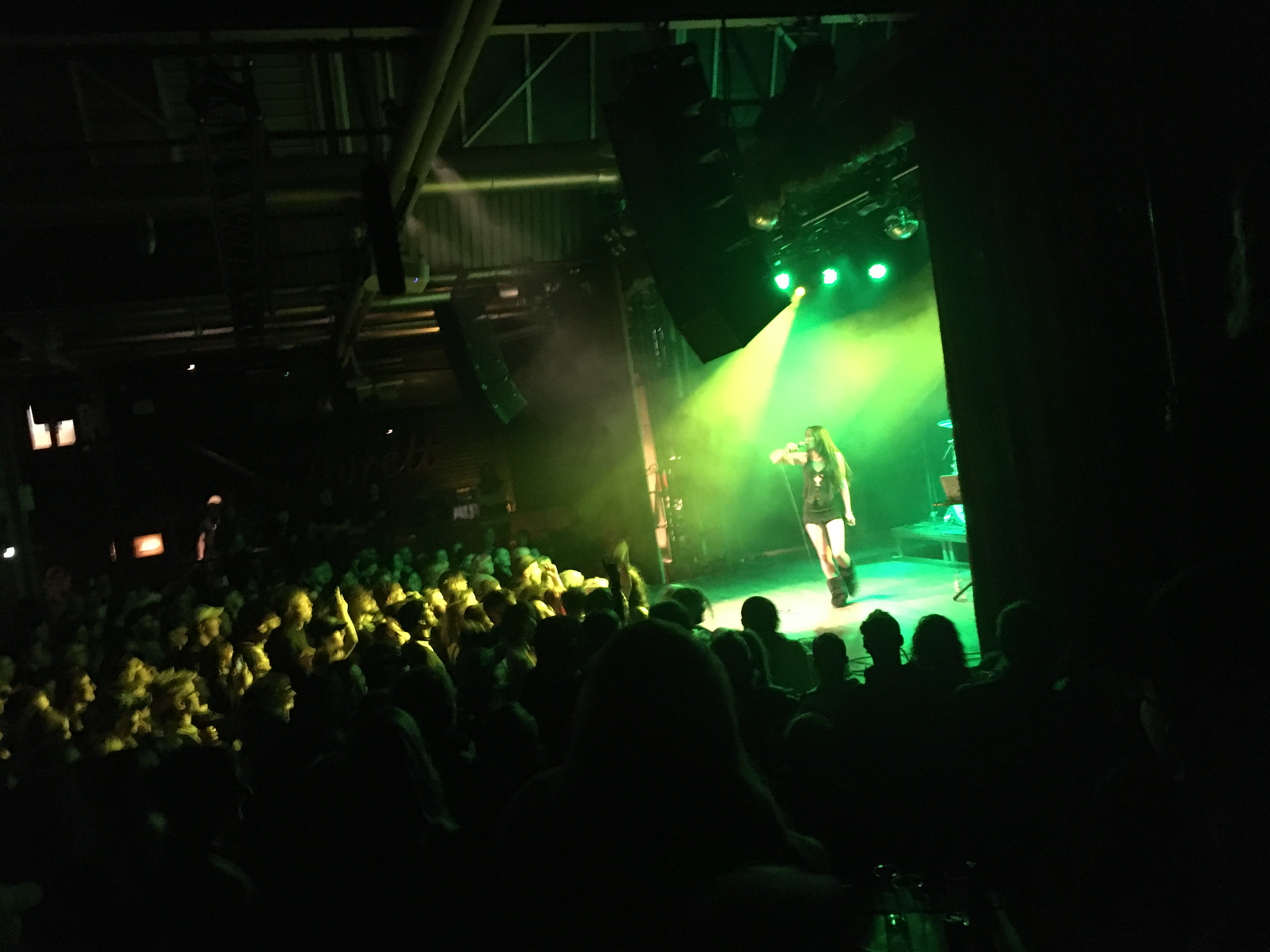
Lil Mariko, Festsaal Kreuzberg CTM festival: Portals, Berlin, 2023

## Geschichte
Es wurde 1999 als Begleitveranstaltung zur transmediale – Festival für Kunst und digitale Kultur – gegründet. Seitdem hat sich CTM zu einem eigenständigen Festival entwickelt, das jedoch immer noch in Kooperation mit der transmediale veranstaltet wird. So teilen sich beide festivals auch heute noch die Künstler und Ideen. Es präsentiert als festival for adventurous music and related arts jährlich aktuelle Trends der elektronischen und experimentellen Musik sowie künstlerische Projekte aus dem Umfeld zeitgenössischer Musikkultur.
CTM wurde gegründet von Lillevän Pobjoy und Marc Weiser von der Band Rechenzentrum, Timm Ringewaldt, Jan Rohlf und Remco Schuurbiers. Von 2000 bis 2005 setzte sich das Organisationsteam aus Oliver Baurhenn, Jan Rohlf, Remco Schuurbiers und Marc Weiser zusammen, der sich nach 2005 aus der Programmgestaltung zurückzog und der heute das Programm in der Galiläakirche in Berlin-Friedrichshain verantwortet. Seit 2018 wird das Festival von dem Verein DISK – Initiative Bild und Ton e. V. gemeinsam mit der Baurhenn, Rohlf, Schuurbiers GbR veranstaltet. Seit dem Jahr 2025 leitet nur noch Jan Rohlf das Festival.
CTM unterhielt eine Anzahl von Partnerschaften mit internationalen Festivals, unter anderem dem TodaysArt Festival (Den Haag), Mutek (Montréal), Les Siestes Electroniques (Toulouse), Unsound (Krakau), Dis-Patch (Belgrad) und weitere. Es war Mitinitiator des internationalen Festivalnetzwerkes ICAS – International Cities of Advanced Sound bzw. ECAS – European Cities of Advanced Sound. Das Festival erhielt mehrfach Projektförderungen vom Hauptstadtkulturfonds sowie der Kulturstiftung des Bundes und weiteren Fördereinrichtungen. 2020 erhielt das Festival erstmals eine spartenoffene Förderung des Berliner Kultursenats über vier Jahre. Mit 650.000 Euro erhielt das Festival den größten Anteil der insgesamt 26 geförderten Projekte. Für die Förderperiode 2024–2027 wurde die Förderung auf 600.000 Euro gekürzt.
2021 musste das Festival auf Grund der COVID-19-Pandemie in Deutschland neue Wege gehen. Da ein Clubbesuch nicht möglich war und auch Ausstellungsräume gesperrt waren, wurde das Festival zweigeteilt. Im Januar 2021 fanden Online-Veranstaltungen über Youtube und Twitch statt, während im September Freiluft-Konzerte stattfanden. Auch wurde ein Club im Computerspiel Minecraft erstellt, wo ebenfalls Musik gespielt wurde. Auch 2022 wurde das Festival zweigeteilt. Als Reaktion auf den russischen Angriffskrieg gegen die Ukraine wurden Vertreter der ukrainischen Diaspora eingeladen.

## Veranstaltungsorte
Das CTM Festival (club transmediale) hat mehrfach den Veranstaltungsort gewechselt. 1999 fand es im Berliner Club Maria am Ostbahnhof statt. Im Jahr 2000 in einer verwaisten Etage des Hauses des Lehrers am Alexanderplatz. Im Jahr 2002 im E-Werk, einem der maßgeblichen Techno-Clubs des Berlins der frühen 1990er Jahre. Seit 2003 war es wieder im mittlerweile umgezogenen Maria am Ostbahnhof. 2010 fand ein Umzug in die neuen Spielorte WMF (Abendveranstaltungen) und HBC (Tagesprogramm) statt. Über die Jahre sind einzelne Veranstaltungen an andere Spielorte ausgelagert worden (Volksbühne am Rosa Luxemburg Platz, Ballhaus Naunynstrasse, Kino Babylon und andere). Seit 2011 bespielt das Festival eine größere Anzahl von Spielorten, u. a. HAU, Berghain, Kunstraum Kreuzberg / Bethanien, Festsaal Kreuzberg, Passionskirche und weitere.

## Programmgestaltung
Die einzelnen Jahresausgaben standen bis einschließlich der Ausgabe 2024 unter einem bestimmten Motto. Diese Themen gaben die Leitlinien des Festivals vor. Diese Tradition wurde mit dem Festival 2025 aufgegeben. Grundsätzlich ist es dem Macher ein Anliegen, die „unterschiedlichsten Szenen, Felder, Entwicklungslinien von Musik“ zusammenzubringen. Anfänglich als Festival für elektronische Musik konzipiert, präsentiert CTM seit 2005 alle Genres experimenteller Musik. Mit mehreren tausend Besuchern und einem 6–13 Tage umfassenden Programm, das Konzerte, Film-Screenings, Workshops, Installationen und Gesprächsveranstaltungen beinhaltet, ist es heute die größte Veranstaltung seiner Art im deutschsprachigen Raum. Das Line-up ist divers und seit mehreren Jahren auch mit der queeren Subkultur verbunden. So finden regelmäßig auch Veranstaltungen im SchwuZ statt.
Musikalisch wird die komplette Bandbreite elektronischer Musik abgebildet und vor allem auch experimenteller Musik ein Rahmen gegeben.

## Kontroverse
Der Berliner Senat kündigte nach dem antisemitischen Skandal um die Documenta fifteen sowie den antisemitischen Ausschreitungen während des Krieges in Israel und Gaza 2023 eine Antidiskriminierungsklausel für Fördergelder an, die sich unter anderem auf die IHRA-Definition des Antisemitismus beruft. Das Festival sagte, es habe mit dieser Klausel seine Probleme und ihm entstehe dadurch Rechtsunsicherheit. Nichtsdestotrotz versucht sich das Festival daran zu halten. Aus Protest dagegen sagten sechs Künstler dem CTM-Festival ab, da sie einem Boykott von Strike Germany folgen.

## Ausgaben
| Datum | Motto                      | Ort | Anmerkungen                                                                      | Link zum Archiv/Katalog    |
| ----- | -------------------------- | --- | -------------------------------------------------------------------------------- | -------------------------- |
| 1999  | CTM.99                     | Maria am Ostbahnhof | Erste Veranstaltung als Teil der Transmediale                                    | CTM.99                     |
| 2000  | CTM.00 – Get Personal      | Haus des Lehrers |                                                                                  | CTM.00 – Get Personal      |
| 2001  | keine Veranstaltung        | |                                                                                  |                            |
| 2002  | CTM.02 – Go Public!        | E-Werk |                                                                                  | CTM.02 – Go Public!        |
| 2003  | CTM.03 – Play Global       | Maria am Ostbahnhof |                                                                                  | CTM.03 – Play Global       |
| 2004  | CTM.04 – Fly Utopia!       | Maria am Ostbahnhof |                                                                                  | CTM.04 – Fly Utopia!       |
| 2005  | CTM.05 – Basics            | Maria am Ostbahnhof |                                                                                  | CTM.05 – Basics            |
| 2006  | CTM.06 – Being Bold!       | Maria am Ostbahnhof |                                                                                  | CTM.06 – Being Bold!       |
| 2007  | CTM.07 – Building Space    | Maria am Ostbahnhof |                                                                                  | CTM.07 – Building Space    |
| 2008  | CTM.08 – Unpredictable     | Maria am Ostbahnhof, Volksbühne am Rosa-Luxemburg-Platz, Ballhaus Naunynstraße |                                                                                  | CTM.08 – Unpredictable     |
| 2009  | CTM.09 – Structures        | Maria am Ostbahnhof, KKB – Kunstraum Kreuzberg, Volksbühne am Rosa-Luxemburg-Platz, Berghain, Haus der Kulturen der Welt, Ballhaus Naunynstraße, Zeiss-Großplanetarium, General Public, Digital Arts Museum |                                                                                  | CTM.09 – Structures        |
| 2010  | CTM.10 – Overlap           | WMF-Club, HBC, Hebbel am Ufer |                                                                                  | CTM.10 – Overlap           |
| 2011  | CTM.11 – #Live!?           | Hebbel am Ufer, Festsaal Kreuzberg, West Germany, Kotti-Shop, Berghain, HBC |                                                                                  | CTM.11 – #Live!?           |
| 2012  | CTM.12 – Spectral          | Kunstraum Kreuzberg/Bethanien, Hebbel am Ufer, Berghain, Lokdoc, Haus der Kulturen der Welt, Kantine |                                                                                  | CTM.12 – Spectral          |
| 2013  | CTM.13 – The Golden Age    | Kunstraum Kreuzberg/Bethanien, KQB, Hebbel am Ufer, Berghain, Stattbad, Astra, Haus der Kulturen der Welt                                                                                                   |                                                                                  | CTM.13 – The Golden Age    |
| 2014  | CTM 2014 – Dis Continuity  | Hebbel am Ufer, Berghain, Stattbad Wedding, Where is Jesus? Temporary Space, Kunstraum Kreuzberg/Bethanien                                                                                                  |                                                                                  | CTM 2014 – Dis Continuity  |
| 2015  | CTM 2015 – Un Tune         | Hebbel am Ufer, Berghain, YAAM, West Germany, Kunstraum Kreuzberg/Bethanien |                                                                                  | CTM 2015 – Un Tune         |
| 2015  | CTM Siberia                | Krasnoyarsk & Novosibirsk | Kooperation mit dem Goethe-Institut                                              | CTM Siberia                |
| 2016  | CTM 2016 – New Geographies | Hebbel am Ufer, Berghain, YAAM, Heimathafen Neukölln, Werkstatt der Kulturen, Kunstraum Kreuzberg/Bethanien                                                                                                 |                                                                                  | CTM 2016 – New Geographies |
| 2017  | CTM 2017 – FearAngerLove   | Hebbel am Ufer, Berghain, YAAM, Heimathafen Neukölln, SchwuZ, Kunstraum Kreuzberg/Bethanien |                                                                                  | CTM 2017 – FearAngerLove   |
| 2018  | CTM 2018 – Turmoil         | Hebbel am Ufer, Berghain, YAAM, Festsaal Kreuzberg, SchwuZ, Club OST, Kunstraum Kreuzberg/Bethanien |                                                                                  | CTM 2018 – Turmoil         |
| 2019  | CTM 2019 – Persistence     | Hebbel am Ufer, Berghain, Griessmuehle, Festsaal Kreuzberg, SchwuZ, Paloma Bar, MONOM at Funkhaus Berlin, nGbK, DAAD, Haus der Kulturen der Welt, Heimathafen Neukölln, Kunstraum Kreuzberg/Bethanien.      |                                                                                  | CTM 2019 – Persistence     |
| 2020  | CTM 2020 – Liminal         | Hebbel am Ufer, Griessmühle, KQB, Berlin Hamburger Bahnhof, Berghain, Radialsystem, Silent Green, Moxy Hotel, SchwuZ, Festsaal Kreuzberg, Heimathafen Neukölln, Paloma                                      |                                                                                  | CTM 2020 – Liminal         |
| 2021  | CTM 2021 – Transformation  | Januar: Online/Streams, September: Online, Alfred Scholz-Platz, Vollgutlager, Hebbel am Ufer, Kindl | zweigeteilt: - Part 1: 19. – 31. Januar 2021 - Part 2: 3. – 12. September 2021   | CTM 2021 – Transformation  |
| 2022  | CTM 2022 – Contact         | Online, Silent Green, KQB, TAT, AL Berlin, Berghain, Morphine Raum, Volksbühne, MONOM at Funkhaus Berlin, Heimathafen Neukölln, SchwuZ                                                                      | zweigeteilt: - Part 1: 19. Januar – 16. Februar 2022 - Part 2: 4. – 29. Mai 2022 | CTM 2022 – Contact         |
| 2023  | CTM 2023 – Portals         | Panke, Silent Green, MONOM at Funkhaus Berlin, KW, Berghain, Hebbel am Ufer, Morphine Raum, FabLab Neukölln, KQB, Radialsystem, Akademie der Künste, RSO                                                    |                                                                                  | CTM 2023 – Portals         |
| 2024  | CTM 2024 – Sustain         | Silent Green, Berghain, Morphine Raum, OXI, Radialsystem, Berlin Open Lab, Gedächtniskirche, Volksbühne, RSO                                                                                                |                                                                                  | CTM 2024 – Sustain         |
| 2025  | CTM 2025                   | Silent Green, Berghain, Morphine Raum, OXI, Radialsystem, Berlin Open Lab, Gedächtniskirche, Volksbühne, RSO, Alte Münze                                                                                    | Erstmals seit 1999 ohne Motto                                                    | CTM 2025                   |

## Publikationen
- Meike Jansen, club transmediale (Hrsg.): Gendertronics – Der Körper in der elektronischen Musik. Suhrkamp Verlag, 2005.